# 91 Aegina
Aegina este un asteroid din centura principală și are numărul 91. A fost descoperit de către astronomul Edouard Jean-Marie Stephan în observatorul din Marsilia (Franța), pe 4 noiembrie 1866.

## Caracteristici
Asteroidul 91 Aegina este caracterizat de o orbită având o semiaxă majoră de 387,542 Gm (2,591 AU), perioada orbitală de 1522,930 de zile (4,170 de ani), viteza orbitală medie de 18,46 km/s, excentricitatea de 0,104, iar înclinația de 2,113° față de ecliptică. Are un diametru de 109,8 kilometri și perioada de rotație este de 6,025 ore.
Suprafața asteroidului are o culoare foarte închisă și probabil este compus din carbon. 